# Tres entrades per al 26
Tres entrades per al 26 (títol original: Trois places pour le 26) és una pel·lícula francesa dirigida per Jacques Demy, estrenada l'any 1988. Ha estat doblada al català.

## Argument
Un artista de music-hall, Yves Montand, torna a la ciutat de la seva adolescència, Marsella, per preparar l'espectacle de la seva propera gira internacional. Tots els seus fans estan emocionats, en particular Marion, que només somia pujar a l'escenari. Somia sovint en Mylène, el seu amor de joventut, que ha deixat a Marsella per fer carrera a París.

## Repartiment
- Yves Montand: Yves Montand
- Mathilda May: « Roxane », Marinette (« Marion ») de Lambert
- Françoise Fabian: Marie-Hélène, baronesa Édouard de Lambert (ex-Mylène Le Goff)
- Jean-Claude Bouillaud: el capità
- Antoine Bourseiller: Fonteneau
- Christophe Bourseiller: Serge
- Geoffrey Carey: Michael
- Sophie Castel: la receptionnista
- Katy Varda: Alice
- Marie-Dominique Chayze: Nicole
- Raoul Curet: el director de l'hotel
- Mathieu Demy: Derderian
- Danielle Durou: Mlle Destain
- Patrick Fierry: Toni Fontaine
- Paul Guers: Max Leehman
- Bertrand Lacy: Steve Larsenal
- Catriona MacColl: Betty Miller
- Pierre Maguelon: Marius Ceredo